# Отровна сливовка
Отровната сливовка (Entoloma sinuatum) е вид гъба от семейство Entolomataceae.
Тя е отровна гъба, разпространена в Европа и Северна Америка, най-едрият и типов вид на род Entoloma. Плодните тела израстват в края на лятото и есента, обикновено в широколистни гори с глинести или варовити почви.